# Maria Neuhauser-Loibl
Maria Neuhauser-Loibl (* 26. Februar 1906 in Kienberg bei Gaming in Niederösterreich; † 1. Juni 1985 in Wien) war eine österreichische Lyrikerin, Übersetzerin und Schriftstellerin.

## Leben
Maria Neuhauser wurde als Tochter eines Bahnbeamten geboren. Sie studierte an der Universität Wien, wo sie 1935 mit der Dissertation Gerhart Hauptmann auf den Wiener Bühnen promovierte. Von 1925 bis 1933 war sie Sekretärin im Vorwärts-Verlag. Sie veröffentlichte in der sozialdemokratischen Presse. 1933 war sie Mitglied der Vereinigung sozialistischer Schriftsteller. 1938 jedoch publizierte sie im Bekenntnisbuch österreichischer Dichter, herausgegeben vom mit den Nazis verbündeten Bund deutscher Schriftsteller.
Sie schrieb Lyrik, Erzählungen, Theaterstücke. Zunächst veröffentlichte sie unter dem Namen Maria Neuhauser, nachdem sie Hans Loibl geheiratet hatte, unter dem Namen Maria Neuhauser-Loibl. Sie arbeitete auch als Übersetzerin aus dem Norwegischen.
Sie war Mitglied des Verbandes der Akademikerinnen in Österreich, der Anton-Wildgans-Gesellschaft und des österreichischen Schriftstellerverbandes.

## Werke
- Die heilige Stunde. Gedichte, Wien 1934
- Im ewigen Kreis. Gedichte, Wien 1937
- Madame Lavalette : Schausp. in 5 Akten, Berlin 1942
- Das Labyrinth, Wien 1945
- Österreichische Sonette : Ein Zwiegesang, Wien 1945
- Schatten und Licht, Baden bei Wien 1970
- Der Orden der Nachtigall, Baden bei Wien 1981

## Auszeichnungen
- 1951 Anerkennungsdiplom der Österreichischen UNESCO-Kommission für das Theaterstück Die Erfinder
- 1969 Niederösterreichischer Kulturpreis für Literatur
- 1974 Österreichisches Ehrenzeichen für Wissenschaft und Kunst
- 1981 erhielt sie den Professorentitel verliehen